# Bella Piedad

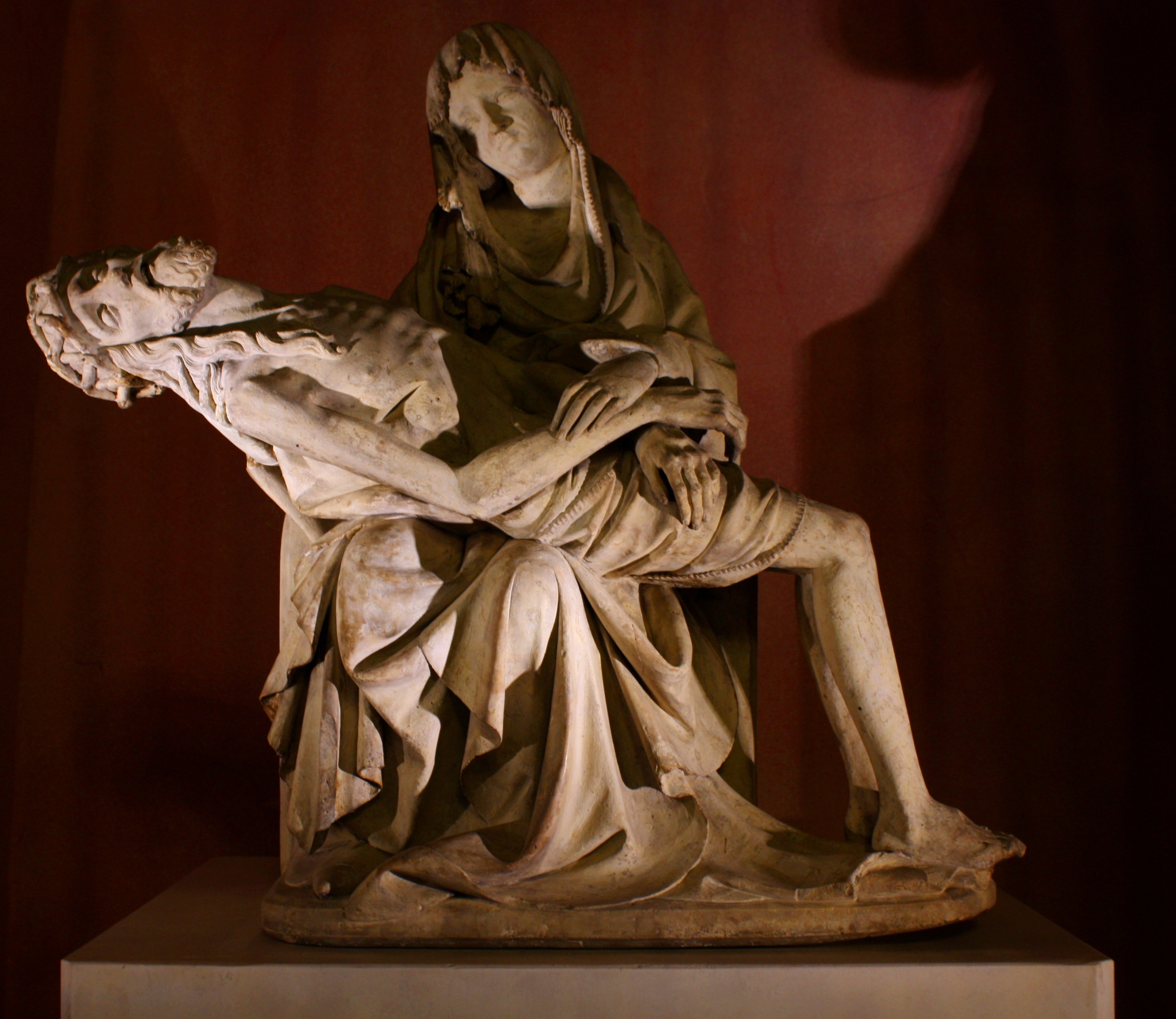
Piedad de la Iglesia de Santa Bárbara, en Cracovia. Esta obra constituye el ejemplo más valioso de bella Piedad en Polonia.

Bella Piedad es un tipo de escultura el cual representa a la Virgen María sentada y sosteniendo en su regazo el cuerpo sin vida de Cristo tras haber sido bajado de la cruz. El término se refiere a un pequeño grupo de Piedades surgidas en el arte gótico hacia 1400, todas ellas encuadradas en el conocido como estilo bello.

## Descripción
El tema de la Piedad llevaba varios años presente en el arte gótico (destacan las Piedades místicas de la primera mitad del siglo xiv), si bien la concepción del estilo bello empezó a adquirir nuevos rasgos característicos de otro tema principal en la escultura alrededor de 1400: las bellas Madonas. Con frecuencia se pueden constatar similitudes entre ambos géneros artísticos en lo que respecta a la representación de María, quien es mostrada joven, dotada de una gran belleza y con unos rasgos faciales delicados. Su cabeza generalmente está cubierta con un velo con drapeados fluidos y dinámicos, figurando un patrón similar de pliegues en el resto de la vestimenta de la Virgen así como en el paño de pureza que cubre las caderas de Jesús. Las bellas Piedades se caracterizan en términos generales por la sublimación, la idealización, el lirismo y la elegancia, donde se reducen los síntomas del sufrimiento apasionado de Jesús al igual que el dolor de la Virgen, con los gestos enfatizando la expresión del profundo amor maternal además de acentuar la reflexión y la contemplación. El cuerpo de Cristo suele lucir demacrado, aunque se distingue por un énfasis mínimo en el dolor y el sufrimiento, a menudo destacando las costillas alrededor del esternón así como las venas de manos y piernas. Por su parte, la herida provocada en el costado por la lanza suele aparecer ostentosamente pronunciada.
El material más utilizado para este tipo de esculturas, al igual que en las bellas Madonas, era la piedra, principalmente la piedra caliza. Por lo general, este tipo de obras son esculturas independientes que desempeñaban el papel de figuras devocionales, colocadas con frecuencia en espacios separados dentro de las iglesias (sobre todo en capillas o sobre pilares); este es un rasgo distintivo del exclusivo grupo de las bellas Piedades, aunque dentro de este estilo se crearon también numerosas obras a partir de otros materiales así como con formas más simples o artísticamente inferiores.

## Origen y extensión
Austria y República Checa (junto con Moravia y Silesia) se consideran el área de origen de las bellas Piedades, extendiéndose este estilo con posterioridad a los países de Europa Central, aunque como resultado de las guerras husitas, muchas bellas Piedades resultaron destruidas en Bohemia. En Breslavia, las dos más destacadas son la Piedad de la Iglesia de San Matías (actualmente en la colección del Museo Nacional de Varsovia) y la Piedad de la Iglesia de Santa Isabel en Breslavia (perdida tras la Segunda Guerra Mundial). La mayoría de bellas Piedades se conservan en algunos territorios del Reich, principalmente Baviera (Alemania), Salzburgo y Tirol (Austria); de estas zonas proceden, entre otras, dos Piedades de la Abadía de Admont y varias otras de Straßburg, cerca de Gurk, Bramberg y Seeon-Seebruck (actualmente en el Museo Nacional Bávaro, en Múnich). Los Caballeros Teutónicos fueron particularmente gustosos de las bellas Piedades, tal y como lo desmuestran las obras presentes en los terrenos de la orden a lo largo y ancho de Europa (Prusia monástica, Friul, Eslovenia, Carintia, Baja Estiria, Hesse, etc.). Actualmente dan testimonio de la belleza característica de las bellas Piedades las conservadas en la Iglesia de Santa Isabel, en Marburgo, y en los castillos de Velika Nedelja y Goričane (ahora en la colección de la Galería nacional de Eslovenia, en Liubliana) así como en Celje, destacando igualmente las ubicadas en zonas del norte de Italia, como la Piedad de Treviso y la Piedad de la Basílica de San Zenón en Verona. También se ha conservado un gran conjunto de Piedades en el Bajo Rin y sus alrededores, principalmente la Piedad de la Iglesia de San Lamberto en Düsseldorf, además de las Piedades de las iglesias de San Albano y San Colón en Colonia, la de la abadía cisterciense de Marienstatt, y la de Maastricht (Limburgo). Otras obras de este tipo incluyen las representaciones de Jena (Turingia) y de la Catedral de Magdeburgo.